# Rosa María Farfán
Rosa María Farfán Márquez (México, siglo XX) es una investigadora mexicana especializada en socioepistemología y educación matemática, adscrita al CINVESTAV del Instituto Politécnico Nacional.

## Biografía
Farfán es investigador del CINVESTAV desde 1985. Realizó un doctorado a través del CINVESTAV en 1993, con la disertación Construcción de la noción de convergencia en entorno fenomenológico vinculados a la ingeniería: Estudio de caso, codirigida por Carlos Ímaz Janhke y Fernando Hitt. Fue investigadora postdoctoral en la Universidad de París Diderot antes de regresar al CINVESTAV.
Se convirtió en la fundadora y editora en jefe de la Revista Latinoamericana de Investigación en Matemática Educativa (Relime) en 1997, siendo editora restante hasta 2007.

## Reconocimiento
Farfán fue elegida miembro de la Academia Mexicana de Ciencias en 2001.